# Analyse des gaz dissous
Pour les articles homonymes, voir FGA.
L'analyse des gaz dissous (Disolved gas analysis) dans l'huile, souvent abrégée en DGA, est une méthode de diagnostic des transformateurs de puissance.
Elle consiste à rechercher les gaz dissous dans l'huile des transformateurs afin de détecter des décharges partielles, le vieillissement de l'isolation ou la formation d'arcs électriques dans un transformateur.

## Principe
L'huile portée à haute température tend à se décomposer en hydrocarbures plus légers. En fonction de la température, différents gaz sont ainsi produits. En déterminant la proportion de chacun, il est possible d'obtenir un historique des températures atteintes et donc des déficiences subies par le transformateur.
Un des avantages de la méthode est qu'elle ne nécessite que le recueil d'un échantillon d'huile. Elle est donc très simple et rapide à mettre en œuvre sans mise hors-tension de l'installation. Elle peut permettre de prendre la décision ou non de prendre d'autres mesures plus longues et plus chères un transformateur.
De plus elle a l'avantage en comparaison avec une méthode de mesure des gaz combustibles de permettre la mesure des gaz avant qu'ils n'aient saturé l'huile, cela permet des diagnostics plus précoces.
Elle est utilisée depuis la fin des années 1960. Les pionniers en la matière étaient les canadiens James Morgan, J.E Dind, R. Daust et J. Regis liés aux entreprises Morgan Schaffer System et Hydro-Quebec.
Une autre analyse liée à la première, consiste à mesurer dans l'huile la présence de furane. Elle indique également une détérioration de l'isolation électrique.

## Gaz analysés
Les gaz analysés sont en général : 
- Azote ;
- Oxygène ;
- Hydrogène ;
- Monoxyde de carbone ;
- Dioxyde de carbone ;
- Méthane ;
- Éthane ;
- Éthylène ;
- Acétylène[5].

## Sources de gaz

### Décomposition de l'huile
Les défauts de faible énergie, tels que les décharges partielles de type plasma froid (décharges couronne) favorisent la coupure des liaisons C-H plus faibles (338 kJ/mole). Des températures plus élevées sont nécessaires pour rompre la liaison C-C, puis la liaison C=C...
Pour des températures supérieures à 500 °C, la formation d'éthylène est favorisée par rapport à celle d'éthane et de méthane. L'acétylène nécessite des températures entre 800 °C et 1 200 °C, il est donc caractéristique des arcs électriques.

### Vieillissement de l'isolation
L'isolation d'un transformateur est essentiellement constituée de cellulose. Les liaisons de celle-ci se décomposent à des températures relativement plus basses que celle de l'huile. À partir de 105 °C, les vitesses de décompositions deviennent significatives. Cela conduit à la formation de CO et de {\displaystyle CO_{2}}.

### Autres sources
D'autres sources peuvent produire du gaz, notamment de l'hydrogène.

## Types de défauts
On distingue six types de défauts :
- les décharges partielles
- les décharges de faible énergie
- les décharges de forte énergie
- les défauts thermiques (comprendre surchauffe) en dessous de 300 °C
- les défauts thermiques au-dessus de 300 °C
- les défauts thermiques au-dessus de 700 °C[8].

## Mesure
La mesure de la quantité des différents gaz met en jeu un chromatographe.

## Analyse
Pour déterminer les défauts ayant eu lieu, différentes techniques mettant en jeu les rapports des quantités des différents gaz existent. La méthode dite du « triangle de Duval », du nom de son inventeur, très répandue, sera ici présentée.

### Méthode du triangle de Duval
À condition d'avoir des quantités de gaz suffisantes, on peut utiliser la méthode du triangle de Duval. Elle consiste à mesurer la quantité d'acétylène, de méthane et d'éthylène. On additionne les trois quantités afin de déterminer le pourcentage de chaque élément par rapport aux autres.
Une fois ce pourcentage connu, on représente le point défini par ceux-ci sur le triangle de Duval. Selon la zone dans laquelle se trouve le point, on en déduit le type de défaut possible.

### Rapport CO/CO2{\displaystyle CO_{2}}
Après avoir mesuré les quantités de gaz, un rapport {\displaystyle CO_{2}}/CO inférieur à 3 peut indiquer une dégradation de l'isolation papier.

## Analyse furanique
L'analyse furanique consiste à rechercher dans l'huile la présence de : 2-Furfural, 2-Furfurylalcohol, 2-Acetylfuran, 5-Methyl-2-furfural et de 5-Hydroxymethyl-2-fural. En tant normal, ils ne sont pas détectés. Leur seule détection, à des taux de 100 particules par milliard, démontre déjà la présence d'une dégradation de l'isolation.
Des taux de 500 ppb à 1 000 ppb indique un vieillissement accéléré de celle-ci, au-delà de 1 500 ppb un défaut dans l'isolation est à prendre en compte.

## Normes applicables
- CEI 60599-2 : Guide pour l'interprétation de l'analyse des gaz dissous et des gaz libres.
- CEI 61198 : Méthodes pour la détermination du 2-furfural et ses dérivés.